# Font-de-Gaume

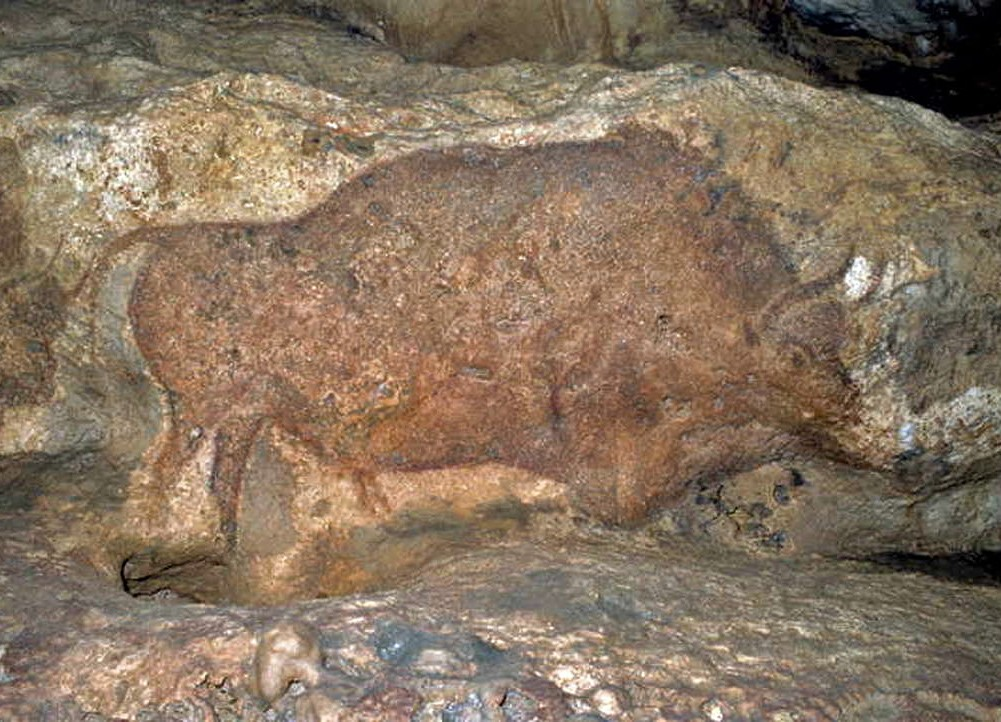
Polychromer zweiter Bison des Großen Frieses auf dem weißen Hintergrund; vmtl. Magdalenien

Font-de-Gaume ist eine Höhle in der französischen Gemeinde Les Eyzies im Département Dordogne. Mit ihren zahlreichen, vielfarbigen Höhlenmalereien aus dem Magdalénien gehört sie zu den bedeutendsten Bilderhöhlen der Frankokantabrischen Höhlenkunst. Zugleich ist Font-de-Gaume die letzte öffentlich zugängliche Höhle mit polychromer Bemalung aus dem Jungpaläolithikum.

## Geographische Lage, Geologie und Beschreibung der Höhle
Die Höhle liegt etwa einen Kilometer östlich von Les-Eyzies in einem linken Seitental der Beune, kurz vor deren Mündung in die Vézère. Eine 500 Meter lange und rund 40 Meter hohe Felswand aus flachliegenden, sandigen Kalken des Coniaciums, überlagert von Santonium, dominiert die rechte Talseite. In der Wand hat sich die Höhle durch formationsinterne Erosion gebildet, wobei Wasserinfiltrationen vorgezeichneten Störungszonen im Gestein folgten und den Kalk auflösten. Die Höhle gilt heute als relativ „trocken“, auch wenn gelegentlich Sinterpartien anzutreffen sind.
Die Höhle liegt auf halber Wandhöhe etwa 250 Meter hinter der Talmündung (auf dem dritten Schuttfächer). Sie ist über einen vorgelagerten Abri zu erreichen, der im Mittelalter ausgebaut wurde und an dessen rückwärtigem Ende sich zwei Eingänge befinden. Der linke Eingang ist ein Blindgang, der nach wenigen Metern endet. Der rechte Eingang führt in die eigentliche Höhle. Dieser mehr oder weniger geradlinige, 2 bis 3 Meter breite Gang ist 125 Meter lang und folgt ostsüdöstlicher Richtung. Er erreicht bis zu 8 Meter an Höhe. Von ihm zweigen drei rechte Seitengänge ab, von denen einer wieder ans Tageslicht zurückführt. Die ersten beiden Seitengänge sind relativ unbedeutend, der dritte, rechtwinklig abzweigende Seitengang wird immerhin 50 Meter lang.
Der Großteil der Bilder und Gravuren erscheint nach 60 Meter in der zweiten Hälfte des Hauptganges. Die Abbildungen beginnen kurz vor einer Rubicon genannten Engstelle und lassen sich dann bis ans Ende des Gangs weiter verfolgen. Einige wurden auch im zweiten und vor allen Dingen im dritten Seitengang ausgeführt. Die Engstelle hat zweifelsohne dazu beigetragen, die Luftzirkulation im hinteren Gangabschnitt drastisch zu reduzieren; sie hat somit die Kunstwerke vor der Zerstörung bewahrt, wie dies auf den ersten 60 Metern eben leider nicht der Fall war.

## Geschichte

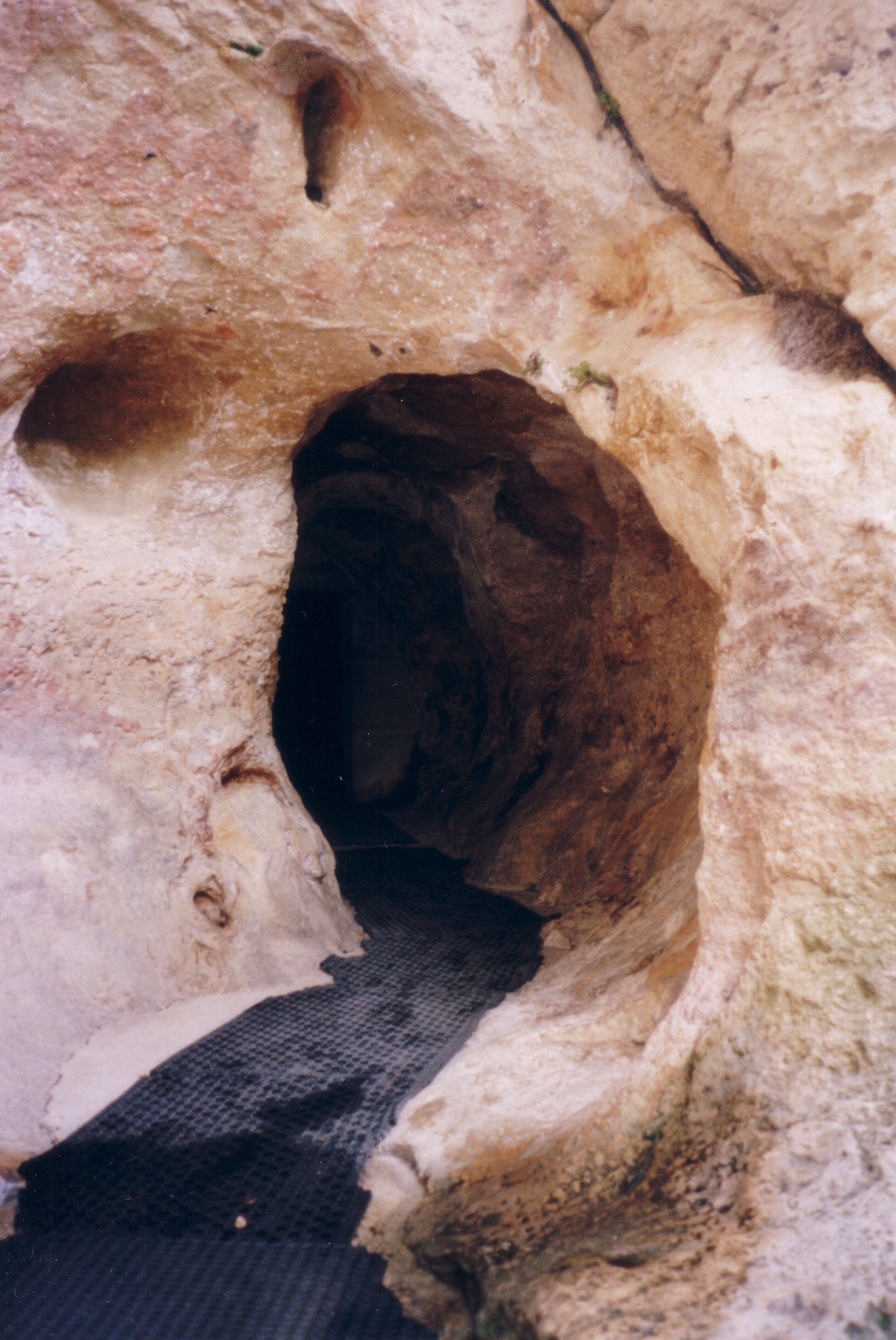
Der Eingang zur Höhle

Die Höhle war schon seit langer Zeit unter den Einheimischen bekannt, wie mehrere, zum Teil verunstaltend wirkende Graffiti eindeutig erkennen lassen. Jedoch erst im Jahr 1901 wurde der Lehrer von Les Eyzies, Denis Peyrony, auf die Felsbilder aufmerksam, nachdem er kurz zuvor bei der Entdeckung von Les Combarelles beteiligt gewesen war. Er verständigte umgehend Louis Capitan und Henri Breuil, die seinen Fund bestätigten. Breuil fertigte dann teils farbige Pauszeichnungen an, die 1910 in einer Monographie erschienen. 1966 wurde nochmals ein großes Fries mit 5 Wisenten freigelegt, nachdem die Wand an dieser Stelle von einem kalkig-tonigen Überzug befreit worden war.
Grabungsarbeiten an der Höhle wurden von Peyrony und Breuil durchgeführt und später dann von F. Prat zwischen 1958 und 1964 und erneut im Jahr 1967.

## Abbildungen
In Font-de-Gaume befinden sich an die 200 Abbildungen. Vorherrschend sind hier eindeutig die Wisente, im Gegensatz zur Höhle von Les Combarelles, in der die Wildpferde eine beherrschende Stellung einnehmen, und zur Höhle von Rouffignac mit einer Vorherrschaft von Mammuts. Die Darstellungen lassen sich gemäß Henri Breuil wie folgt aufschlüsseln:
- 80 Wisente
- 40 Wildpferde
- 23 Mammuts
- 17 Rentiere und Hirschartige
- 8 Auerochsen
- 4 Ziegenartige
- 2 Wollnashörner
- 2 Großkatzen
- 1 Wolf
- 1 Bär

Unter den Tieren ist nur ein einziges menschliches Wesen dargestellt, einige Vulven wurden angedeutet. Als Besonderheit taucht ein Löwe auf. Neben den Bildern sind auch Zeichen vorhanden, darunter 19 tektiforme (hausförmige) Zeichen, Rechtecke und X-förmige Zeichen sowie 4 Handnegative.
Die Felsbilder sind von hervorragender Qualität und wurden zwei- oder mehrfarbig ausgeführt. Verwendet wurden hauptsächlich rote und schwarze Naturfarben, die aufgepudert oder aufgeblasen wurden. Meist wurde zuerst der Umriss des darzustellenden Tieres in die Wand eingeritzt und anschließend farbig ausgestaltet. Unebenheiten im Fels wurden geschickt ausgenützt, um den Darstellungen eine räumliche Dimension zu verleihen.
Die Tiere sind nicht willkürlich angeordnet. Gelegentlich wurden sie paarweise, hintereinander folgend oder auch gestaffelt angebracht. Manche Tiere nehmen auch eine bevorzugte Position ein, so dominiert beispielsweise ein hoch oben an der Wand dargestellter Wolf die Abzweigung zum dritten Seitengang.

## Alter
Absolute Altersdatierungen liegen für Font-de-Gaume nicht vor. Stilistische Untersuchungen sowie Überlagerungen an einzelnen Abbildungen geben Grund zur Annahme, dass die Kunstwerke zumindest zwei Kulturepochen zuzuschreiben sind. Die ältere Phase dürfte in etwa zeitgleich mit den Abbildungen von Lascaux erfolgt sein, d. h. Unteres Magdalénien oder älter. Die jüngere Phase gehört wahrscheinlich zum Oberen Magdalénien, zeitgleich mit den Werken in Les Combarelles, Bernifal und Rouffignac.

## Artefaktfunde
Bei Ausgrabungen wurden in der Höhle Steinartefakte aus Feuerstein – hauptsächlich Stichel, Schaber und Klingen – und auch andere Gegenstände entdeckt. Die Werkzeugfunde stammen im Wesentlichen aus dem Châtelperronien und dem Aurignacien, teils auch aus dem Solutréen und dem Magdalénien und können sogar bis ins Moustérien zurückreichen. Die relativ spärlichen Funde lassen vermuten, dass die Höhle nur kurzzeitig aufgesucht worden war, jedoch nie dauerhaft bewohnt wurde.

## Bedeutung
Font-de-Gaume ist eine der letzten bedeutenden Höhlen mit Felsmalereien in Frankreich, die noch der Öffentlichkeit zugänglich ist. Die in ihr dargestellten Abbildungen sind durchaus vergleichbar mit denjenigen von Altamira oder von Lascaux, auch wenn ihr Erhaltungszustand eindeutig schlechter ist.

## Weltkulturerbe der UNESCO
Seit 1979 ist Font-de-Gaume im Verbund mit anderen Stätten des Vézèretals Weltkulturerbe der UNESCO.

## Besuch
Die Höhle ist für die Öffentlichkeit zugänglich, die Besucherzahlen werden jedoch streng reguliert. Dank dieser Maßnahme befinden sich die Kunstwerke heute in einem stabilen Zustand (im Gegensatz zu Lascaux). Besuchergruppen sind auf jeweils 12 Teilnehmer beschränkt. Die Stätte wird vom Centre des monuments nationaux (Zentrum der nationalen Kulturdenkmäler) geführt.

## Weitere Höhlen in der Nähe von Font-de-Gaume

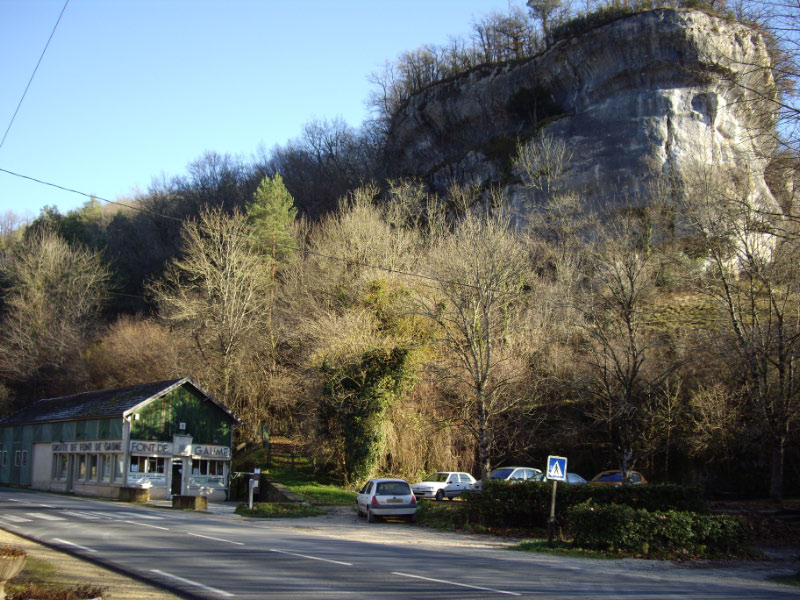
Eingang zum Font-de-Gaume-Tal

Das Font-de-Gaume-Tal kann noch zwei weitere Höhlen vorweisen. So befindet sich 900 Meter weiter südlich die Höhle von Cournazac, die erst 1976 aufgefunden wurde.  Neben einem gemalten Mammut lassen sich mehrere Ritzzeichnungen und einige, mit den Fingern gezogene Konturen erkennen. Noch etwas weiter südlich liegt die Höhle von Peyreblanque mit Restspuren von Felsbildern. Die etwas flussaufwärts an der Grande Beune gelegene Höhle von Les Girouteaux enthält nicht zu identifizierende Gravuren.